# Élections législatives de 1986 dans la Haute-Saône
Les élections législatives françaises de 1986 ont lieu le 16 mars 1986. Dans le département de la Haute-Saône, trois députés sont à élire dans le cadre d'un scrutin proportionnel par liste départementale à un seul tour.

## Élus
| Député élu         |  | Parti |
| ------------------ |  | ----- |
| Christian Bergelin |  | RPR   |
| Philippe Legras    |  | RPR   |
| Jean-Pierre Michel |  | PS    |

Nommé secrétaire d'État chargé de la Jeunesse et des Sports dans le gouvernement Chirac II, Christian Bergelin est remplacé par Pierre Chantelat, suivant de liste.

## Listes en présence

### Mouvement pour un parti des travailleurs
| N° | Candidats        | Parti | Parti | Principales fonctions               |
| -- | ---------------- | ----- | ----- | ----------------------------------- |
| 01 | Anna Bortolozzi  |       | MPPT  | Agent des PTT à Vesoul              |
| 02 | Pierre Faillenet |       | MPPT  | Instituteur                         |
| 03 | Claude Seguin    |       | MPPT  | Ouvrier soudeur dans la métallurgie |
|    |                  |       |       |                                     |
| 04 | Gérard Dupont    |       | MPPT  | Agent des PTT                       |
| 05 | Jean Bohl        |       | MPPT  | Ouvrier tôlier dans la métallurgie  |

### Parti communiste français
| N° | Candidats         | Parti | Parti | Principales fonctions                                                                       |
| -- | ----------------- | ----- | ----- | ------------------------------------------------------------------------------------------- |
| 01 | Hubert Guerrin    |       | PCF   | Conseiller général du Canton de Champagney, ancien maire de Plancher-Bas, directeur d'école |
| 02 | Frédéric Bernabé  |       | PCF   | Employé, conseiller municipal de Vesoul                                                     |
| 03 | Patricia Paquis   |       | PCF   | Agent de recouvrement, conseillère municipale d'Arc-lès-Gray                                |
|    |                   |       |       |                                                                                             |
| 04 | Jacques Bernardin |       | PCF   | Instituteur, maire de Couthenans                                                            |
| 05 | Odile Selb-Boge   |       | PCF   | Retraitée                                                                                   |

### Majorité présidentielle (PS-MRG)
| N° | Candidats                | Parti | Parti | Principales fonctions                                                     |
| -- | ------------------------ | ----- | ----- | ------------------------------------------------------------------------- |
| 01 | Jean-Pierre Michel       |       | PS    | Député sortant et maire d'Héricourt, magistrat en position de détachement |
| 02 | Loïc Niepceron           |       | PS    | Conseiller municipal de Vesoul, inspecteur du Trésor                      |
| 03 | Danièle Dulmet-Mataillet |       | PS    | Chargée de missions aux droits de la femme, Aubertans                     |
|    |                          |       |       |                                                                           |
| 04 | Jean Lalloué             |       | MRG   | Conseiller pédagogique de l'Éducation nationale, Aillevillers             |
| 05 | Henri Blanchot           |       | PS    | Conseiller général du Canton d'Autrey-lès-Gray, agriculteur               |

### Opposition (RPR-UDF)
| N° | Candidats          | Parti | Parti  | Principales fonctions                                                                                |
| -- | ------------------ | ----- | ------ | --- |
| 01 | Christian Bergelin |       | RPR    | Député sortant , conseiller général du canton de Gray, conseiller municipal de Gray, transporteur    |
| 02 | Philippe Legras    |       | RPR    | Conseiller général du Canton de Faucogney-et-la-Mer et maire de Raddon-et-Chapendu, médecin          |
| 03 | Pierre Chantelat   |       | UDF-PR | Conseiller régional, conseiller général du canton de Vesoul-Ouest, maire de Vesoul, pharmacien       |
|    |                    |       |        | |
| 04 | Louis Moschetti    |       | UDF-PR | Conseiller municipal d'Héricourt, principal de collège                                               |
| 05 | Jean Reyboz        |       | DVD    | Conseiller général du Canton de Vauvillers, président du conseil général et maire d'Anjeux, retraité |

### Front national
| N° | Candidats                | Parti | Parti | Principales fonctions |
| -- | ------------------------ | ----- | ----- | --------------------- |
| 01 | Claude Thiébaut          |       | FN    | Photographe à Lure    |
| 02 | Pascal Martin            |       | FN    | Commerçant            |
| 03 | Dominique Fuin           |       | FN    | Agriculteur           |
|    |                          |       |       |                       |
| 04 | Georges Chassande-Mottin |       | FN    | Ingénieur en retraite |
| 05 | Philippe Milesi          |       | FN    | Plâtrier              |

## Résultats

### Résultats à l'échelle du département
| Liste Parti politique | Liste Parti politique                                                                                                   | Tête de liste      | Tour unique | Tour unique | Sièges |
| Liste Parti politique | Liste Parti politique                                                                                                   | Tête de liste      | Voix        | %           | Sièges |
| --------------------- | --- | ------------------ | ----------- | ----------- | ------ |
|                       | Union de l'opposition RPR-UDF pour la Haute-Saône et pour la France Rassemblement pour la République (UDF)              | Christian Bergelin | 60 807      | 47,21       | 2      |
|                       | Pour une majorité de progrès avec le président de la République Parti socialiste (MRG)                                  | Jean-Pierre Michel | 47 352      | 36,77       | 1      |
|                       | Liste de Rassemblement national présentée par le Front national Front national                                          | Claude Thiébaut    | 11 159      | 8,66        | 0      |
|                       | Liste présentée par le Parti communiste français Parti communiste français                                              | Hubert Guerrin     | 8 360       | 6,49        | 0      |
|                       | Liste du Mouvement pour un parti des travailleurs Haute-Saône Extrême gauche (Mouvement pour un parti des travailleurs) | Anna Bortolozzi    | 1 113       | 0,86        | 0      |
|                       | |                    |             |             |        |
| Inscrits              | Inscrits | Inscrits           | 164 340     | 100,00      | 3      |
| Abstentions           | Abstentions | Abstentions        | 28 379      | 17,27       |        |
| Votants               | Votants | Votants            | 135 961     | 82,73       |        |
| Blancs et nuls        | Blancs et nuls | Blancs et nuls     | 7 170       | 5,27        |        |
| Exprimés              | Exprimés | Exprimés           | 128 791     | 94,73       |        |